# Кортланд (окръг, Ню Йорк)
Окръг Кортланд (на английски: Cortland County) е окръг в щата Ню Йорк, Съединени американски щати. Площта му е 1300 km², а населението - 47 786 души (2017). Административен център е град Кортланд.